# Wende Correctional Facility
Wende Correctional Facility es una prisión de máxima seguridad ubicada en Alden en el Condado de Erie, Nueva York. La prisión lleva el nombre de esta región de Alden. La prisión era antes una cárcel del condado operado por Erie County, New York y fue vendida al estado para promover la necesidad de una prisión de máxima seguridad en el territorio. El correccional del condado de Erie fue construido al lado de Wende.

## Reclusos destacados
- Jack Abbott - Criminal y autor. Se suicidó en Wende en 2002[1]
- Jimmy Burke - Cerebro del Robo a Lufthansa. Burke permaneció encarcelado en Wende hasta su muerte en 1996.[2]
- David Gilbert - Participante en el robo y asesinato de Brink en 1981. Actualmente esta encarcelado en Wende.
- Mark David Chapman - El asesino del exmiembro de Los Beatles John Lennon. Chapman fue trasladado del Attica Correctional Facility a Wende el 15 de mayo de 2012[3]
- Robert Chambers - apodado «Preppie Killer». Fue encarcelado en Wende en 2008 y, desde entonces, permanece allí[4]
- Harvey Weinstein - Exproductor de cine y delincuente sexual condenado a 23 años. En espera de otro juicio en Los Ángeles.[5]
- David Sweat - Mató a un oficial del sheriff del condado de Broome y luego dirigió una fuga en el Centro Correccional de Clinton en 2015, fue transferido a Wende en abril de 2018[6]
- Maksim Gelman - Autor de una juerga de apuñalamiento de 28 horas que duro del 11 al 12 de febrero de 2011 en la ciudad de Nueva York que involucró en asesinato de cuatro personas y cinco heridos